# 莫斯皮諾
莫斯皮内（羅馬化：Mospyne，發音：[ˈmɔspɪne]），又按俄语名译为莫斯皮诺（羅馬化：Mospino），法理上是乌克兰顿涅茨克州顿涅茨克区顿涅茨克市镇内的城市，事实上隶属于俄罗斯頓涅茨克人民共和國顿涅茨克市议会。該市距離首府頓涅茨克23公里，始建於1800年，面積12平方公里，海拔高度100米，2022年人口数量为10,471人。

## 图集

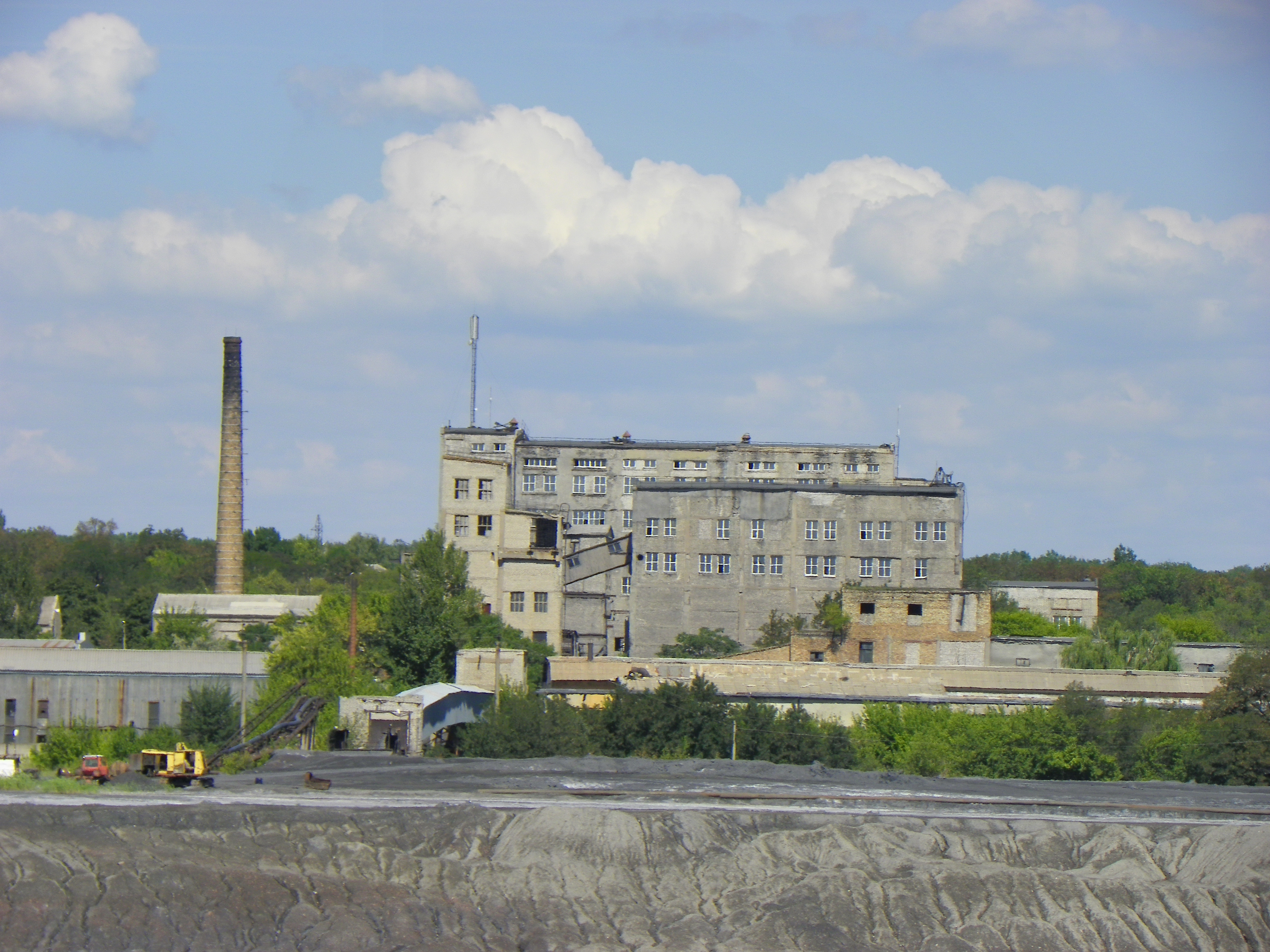
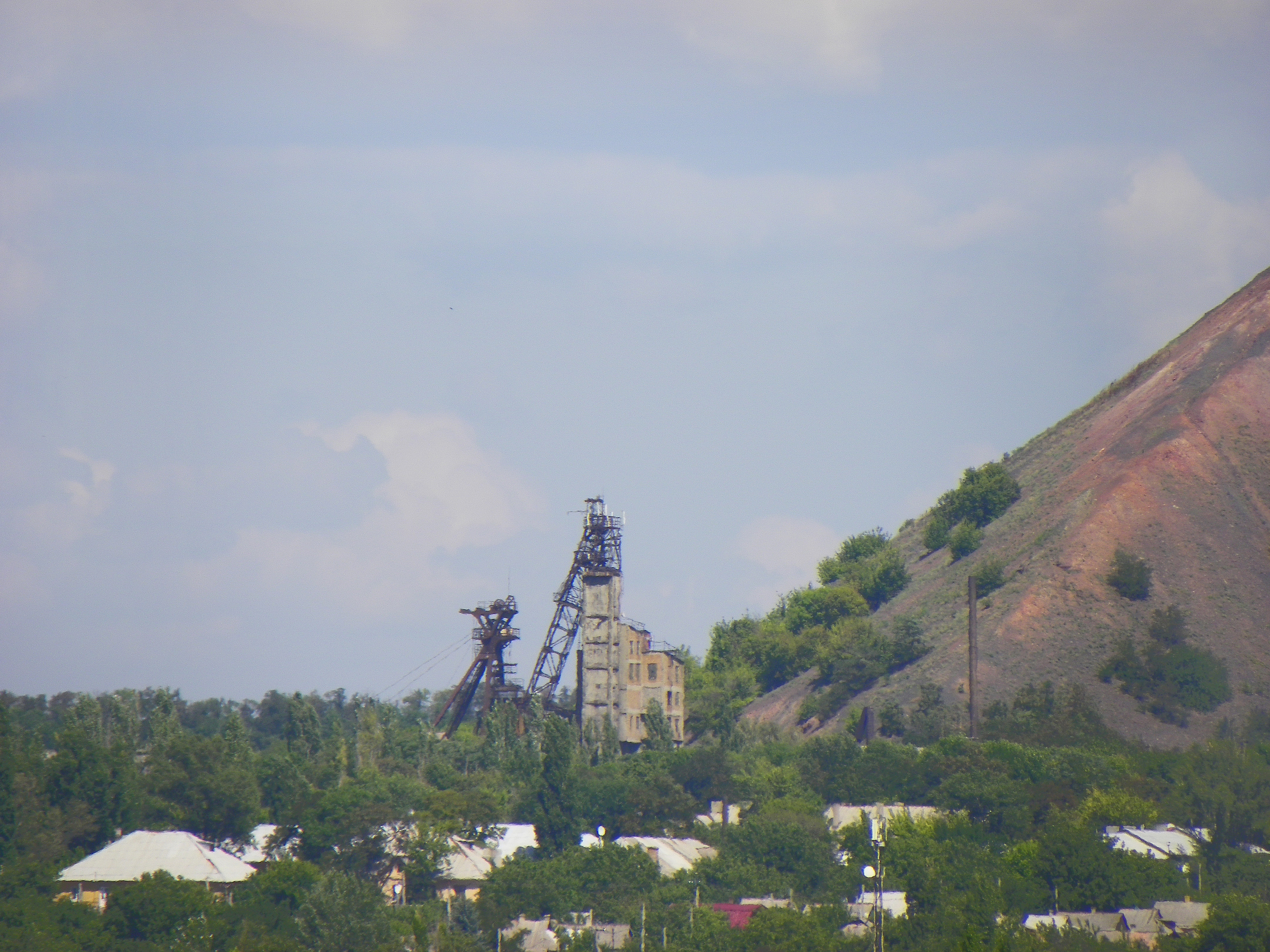
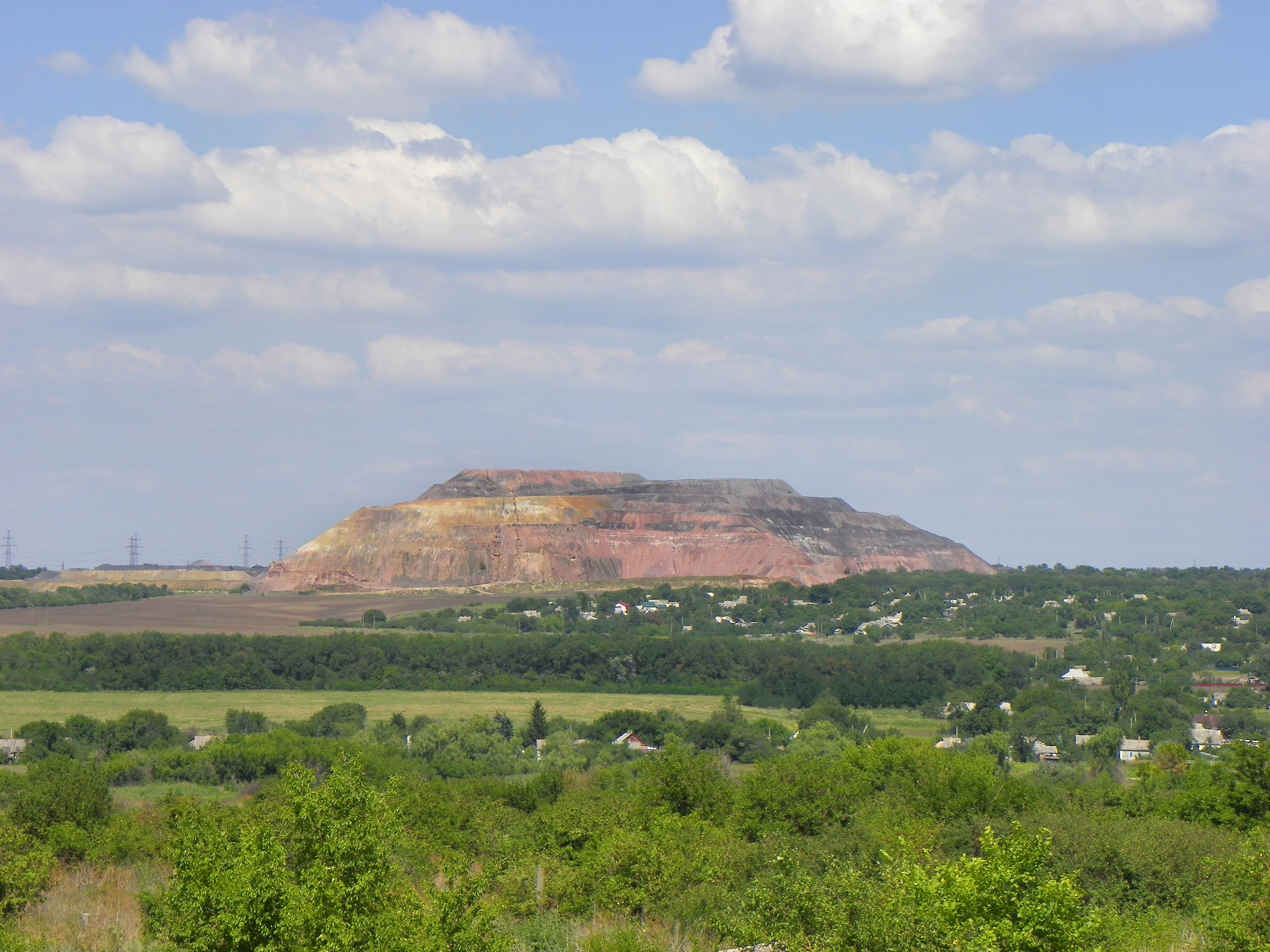